# Flughafen Vanderhoof

i7
i11
i13
Der Flughafen Vanderhoof (TC-LID: CAU4) ist ein Regionalflughafen in der kanadischen Provinz British Columbia.

## Planungen
Der Flughafen bekommt für dringend notwendige Investitionen $388,000 von der Provinz British Columbia. Hierfür soll eine Flugfeldbeleuchtung mit Anflugbeleuchtung sowie eine auf GPS basierendes Anflugsystem angeschafft werden. Diese würden dem Flughafen auch die Nachtflugfähigkeit geben.

Flughafen Layout

## Start- und Landebahn
Beim Anflug auf diesen Flughafen gibt es keine Navigationshilfen wie NDB oder VOR.
- Landebahn 03/21, Länge 1585 m, Breite 54 m, Gras/Schotter[2]
- Landebahn 07/25, Länge 1529 m, Breite 22 m, Asphalt[2]
- Landebahn 16/34, Länge 975 m, Breite 54 m, Gras/Schotter[2]

## Service
Am Flughafen sind folgende Flugbenzinsorten erhältlich:
- AvGas  (100LL)
- MoGas

## Flugverbindungen
Guardian Aerospace bietet Charterflüge an.